# Kvænangen (fjord)
70°8′N 21°6′Ø / 70.133°N 21.100°Ø
Kvænangen (nordsamisk: Návuonna) er en fjord i Kvænangen og Skjervøy kommuner i Troms og Finnmark fylke i Norge. Fjorden er 117 km lang i henhold til kartverkets målinger; – NAF Veibok opgiver 72 km, åbenbart med andre målepunkter. Den har indløb mellem Hylla i vest og Ramnes i øst, og går hovedsagelig i en sydlig retning ind til Kvænangsbotn.
Den ydre del af fjorden ligger øst for Arnøya og Laukøya i Skjervøy. Syd for Laukøya ligger selve Skjervøya, og mellem denne og Store Haukøya længere mod øst går den store fjordarm Reisafjorden mod sydvest ind til Storslett. Øen Spildra ligger midt i fjorden hvor den begynder at skære sig ind i fastlandet, mens Rødøya ligger længere mod nordvest. I området ved disse øer går der mange fjordarme mod øst. Længst mod nord ligger Olderfjorden, derefter Reinfjorden, Jøkelfjorden som er den længste af disse fjorde og som strækker sig ind til Øksfjordjøkelen, og til slut Lille Altafjorden og Burfjorden.
Syd for Spildra ligger øen Skorpa, og på vestsiden af fjorden mellem disse to øer ligger den vejløse bygd Valanhamn. Sydøst for Skorpa ligger øen Nøklan, og syd for Nøklan går Badderfjorden mod øst. I områderne nord for Badderfjorden er der få bosættelser ved selve fjorden, men i området er der flere bygder, hvoraf de største er Undereidet og Sekkemo ved Badderfjorden, og Sørstraumen på vestsiden af fjorden. Ved Sørstraumen krydser Europavej E6 fjorden via den 440 meter lange Sørstraumen bro. Indenfor Sørstraumen ligger Årøyan midtfjords og bygden Kjækan ligger på østsiden. Herfra går det smalle sund Lillestraumen ind til den inderste del af fjorden, som kaldes Sørfjorden.
- Wikimedia Commons har flere filer relateret til Kvænangen (fjord)